# Dawanégomdé (Tanghin-Dassouri)
Pour les articles homonymes, voir Dawanégomdé.
Dawanégomdé  est une localité située dans le département de Tanghin-Dassouri de la province du Kadiogo dans la région Centre au Burkina Faso.

## Économie
Le maraîchage est l'activité principale du village, favorisé par la construction en 2018-2019 d'un petit barrage de retenue (d'une capacité d'environ 250 000 m3 grâce à une digue en terre de 1 150 m) sur le cours du marigot traversant le territoire de Dawanégomdé permettant l'irrigation des parcelles.

## Santé et éducation
Le centre de soins le plus proche de Dawanégomdé est le centre médical (CM) de Tanghin-Dassouri tandis que les hôpitaux se trouvent à Ouagadougou.
Le village possède un centre d'alphabétisation.